# Aleksandr Domogarow
Aleksandr Jurjewicz Domogarow, ros. Александр Юрьевич Домогаров (ur. 12 lipca 1963 w Moskwie) – rosyjski aktor teatralny i filmowy. W Polsce znany głównie z roli Jurka Bohuna w Ogniem i mieczem (1999) Jerzego Hoffmana, szefa rosyjskiej mafii Siergieja Iljuszyna-Karpina w Fali zbrodni (2004-2005) oraz „Antona” w pierwszym sezonie Krew z krwi (2012).

## Dzieciństwo i rodzina
Urodził się w 1963 roku w Moskwie, ma brata Andrieja. Ojciec Aleksandra, Jurij Lwowicz grał rolę generała Płatowa w filmie Suworov. Podczas II wojny światowej ojca Saszy wysłano na front wschodni, gdzie został ranny podczas bitew pod Rżewem latem 1942 roku. W latach 70 Jurij Lwowicz był odpowiedzialny za Centralny Dziecięcy Akademicki Teatr Muzyczny. Matka Aleksandra, Natalia Pietrowna, nie była związana ze sztuką.

## Kariera
W 1984 roku ukończył Wyższą Szkołę Teatralną im. Szczepkina przy Teatrze Małym w Moskwie, gdzie pracował bezpośrednio po studiach. Przez kolejne 9 lat grał w Teatrze Armii Radzieckiej, od 1994 jest aktorem moskiewskiego Teatru im. Mossowieta. Grał także w spektaklach w Teatrze na Maloy Bronnoy w Moskwie czy w Teatrze Bagatela w Krakowie.
Na srebrnym ekranie zadebiutował w roku 1984 w filmie Nasledstwo Georgija Natansona. W Rosji największą popularność przyniosły mu role w serialu historycznym Pani de Monsoreau, a także w miniserialu kryminalnym Bandycki Petersburg i filmach z cyklu Marsz Tureckiego.
W 1999 roku zagrał jedną z trzech głównych ról w ekranizacji Ogniem i Mieczem Jerzego Hoffmana, dzięki czemu zdobył rozpoznawalność również w Polsce. Poza rolą Bohuna, znany jest także z roli Siergieja z serialu kryminalnego Fala zbrodni i Antona z serialu Krew z krwi. Jerzy Hoffman ponownie zaangażował go w 2012 roku do filmu 1920 Bitwa Warszawska.
W 2007 Domogarowa wyróżniono tytułem Ludowego Artysty Federacji Rosyjskiej.

## Życie prywatne
Aktor był żonaty czterokrotnie. Pierwszą żoną była poznana w dzieciństwie Natalia Sagoyan. W 1985 roku urodziła ich syna Dmitrija, zmarłego tragicznie w 2008 roku po potrąceniu przez samochód na ulicach Moskwy. Drugą żoną została w 1988 roku Irina Gunenkowa, z którą ma syna Aleksandra urodzonego w 1989, obecnie reżysera. W 2001 roku aktor wziął ślub z aktorką Natalia Gromushkiną. Po raz czwarty aktor ożenił się w 2020 roku z tancerką Tatianą Stiepanową.
Zwolennik polityki Władimira Putina. Swoje poparcie wyrażał zarówno w okresie po aneksji Krymu i rozpoczęciu wojny w Donbasie, jak i po rozpoczęciu przez Rosję pełnoskalowej inwazji na Ukrainę.

## Filmografia
- 1984: Nasledstwo (Наследство) jako Slava
- 1984: Michał Łomonosow (Михайло Ломоносов) jako Michaił Łomonosow
- 1985: Licha bieda naczała (Лиха беда начало)
- 1987: Assa (Асса) jako cesarzewicz Aleksander
- 1988: Muż i docz Tamary Aleksandrowny
- 1989: Wizit Damy (Визит дамы)
- 1989: Na mój rozkaz (Делай раз!) jako Sierżant Gosza
- 1991: Krow za krow (Кровь за кровь)
- 1992: Gardemariny III (Гардемарины 3)
- 1993: Szejłok (Шейлок)
- 1993: Miest' szuta (Месть шута)
- 1993: Jesli by znat'… (Если бы знать)
- 1994: Kriest miłosierdia (Крест Милосердия)
- 1996: Królowa Margot (королева марго) jako De Bussi
- 1997: Pani de Monsoreau (Графиня де Монсоро) jako De Bussi
- 1999: Ogniem i mieczem jako Bohun
- 1999: Na koniec świata jako Wiktor
- 1999: Biełyj taniec (Белый танец) jako Nikita
- 2000: Dykaren
- 2000: Marsz Tureckiego: Ubijstwo na Nieglinnoj (Марш Турецкого) jako Turecki
- 2000: Marsz Tureckiego: Opasno dla żizni (Марш Турецкого) jako Turecki
- 2000: Całe zdanie nieboszczyka (Что сказал покойник) jako Jean „Dusiciel”, człowiek mafii
- 2000: Igra na vylet (Игра на вылет)
- 2000: Banditskij Peterburg: Adwokat (Бандитский Петербург) jako Andriej Seriogin/Obnorski
- 2001: Banditskij Peterburg: Krach Antibiotika (Бандитский Петербург) jako Andriej Seriogin/Obnorski
- 2001: Marsz Tureckiego: Poslednij marsh (Марш Турецкого) jako Turecki
- 2002: Ja-kukła (Я-кукла) jako Wiktor
- 2002: Zachem tebe alibi? (Зачем тебе алиби?) jako Igor
- 2003: Idiota (Идиот) jako Eugeniusz Pawłowicz
- 2003: Miesiąc miodowy (Медовый месяц) jako biznesmen Andriej Anatoliewicz
- 2003: Banditskij Peterburg: Żurnalist (Бандитский Петербург) jako Andriej Seriogin/Obnorski
- 2003: Banditskij Peterburg: Arestant (Бандитский Петербург) jako Andriej Seriogin/Obnorski
- 2003: Banditskij Peterburg: Oper (Бандитский Петербург) jako Andriej Seriogin/Obnorski
- 2004: Celyj zavtrashnij den (Целый завтрашний день) jako Wiktor
- 2004-2005: Fala zbrodni jako Siergiej Iljuszyn Karpin, szef mafii(odc.13,14,15,16,27,28,29,30)
- 2005: Potierjawsze sołnce (Потерявшие солнце) jako Anton Czełyszew
- 2005: Żenskij roman (Женский роман ) jako Oleg
- 2005: Gwiazda epoki (Звезда эпохи) jako Siemienow
- 2005-2006: Satysfakcja (Сатисфакция) jako Aleksandr Szulenin
- 2006: Graf Montenegro (Граф монтенегро) jako Michaił Miłoradowicz
- 2006: Volkodav. Ostatni z rodu Szarych Psów (Волкодав из рода Серых Псов) jako Ludojad
- 2007: Blask luksusu (Глянец) jako Misza Klimenko
- 2007: Indi (Инди) jako Arsienij
- 2008: Biała noc, czuła noc (Белая ночь, нежная ночь) jako Paweł Vlasow
- 2008: Starshaya zhena (Старшая жена) jako Maks
- 2009: Car (Царь) jako Aleksiej Basmanow
- 2010: Latający Cyprian (Lietajuci Cyprian) jako Walenty
- 2010: Lyubov' bez pravil (Любовь без правил) jako Artem Bolszakow
- 2010: Dostoevskiy
- 2011: Po słonecznej stronie ulicy (На солнечной стороне улицы)
- 2011: 1920 Bitwa warszawska jako sotnik Kryszkin
- 2012: Krew z krwi jako Anton (odc.2-8)
- 2012: Chuzhoe litso (Чужое лицо)
- 2012: Marina roshcha (Марьина роща) jako Troszin
- 2013: Ubit Stalina (Убить Сталина) jako Ivan Bereżnoj
- 2013: Weekend
- 2014: Marina roshcha 2 (Марьина роща - 2) jako Troszin
- 2014-2015: Gospoda-tovarishchi
- 2019: Soyuz spaseniya (Союз спасения) jako Hrabia Michaił Miloradowicz
- 2019: Sorokin no Mita Sakura